# Cluster (Satellit)

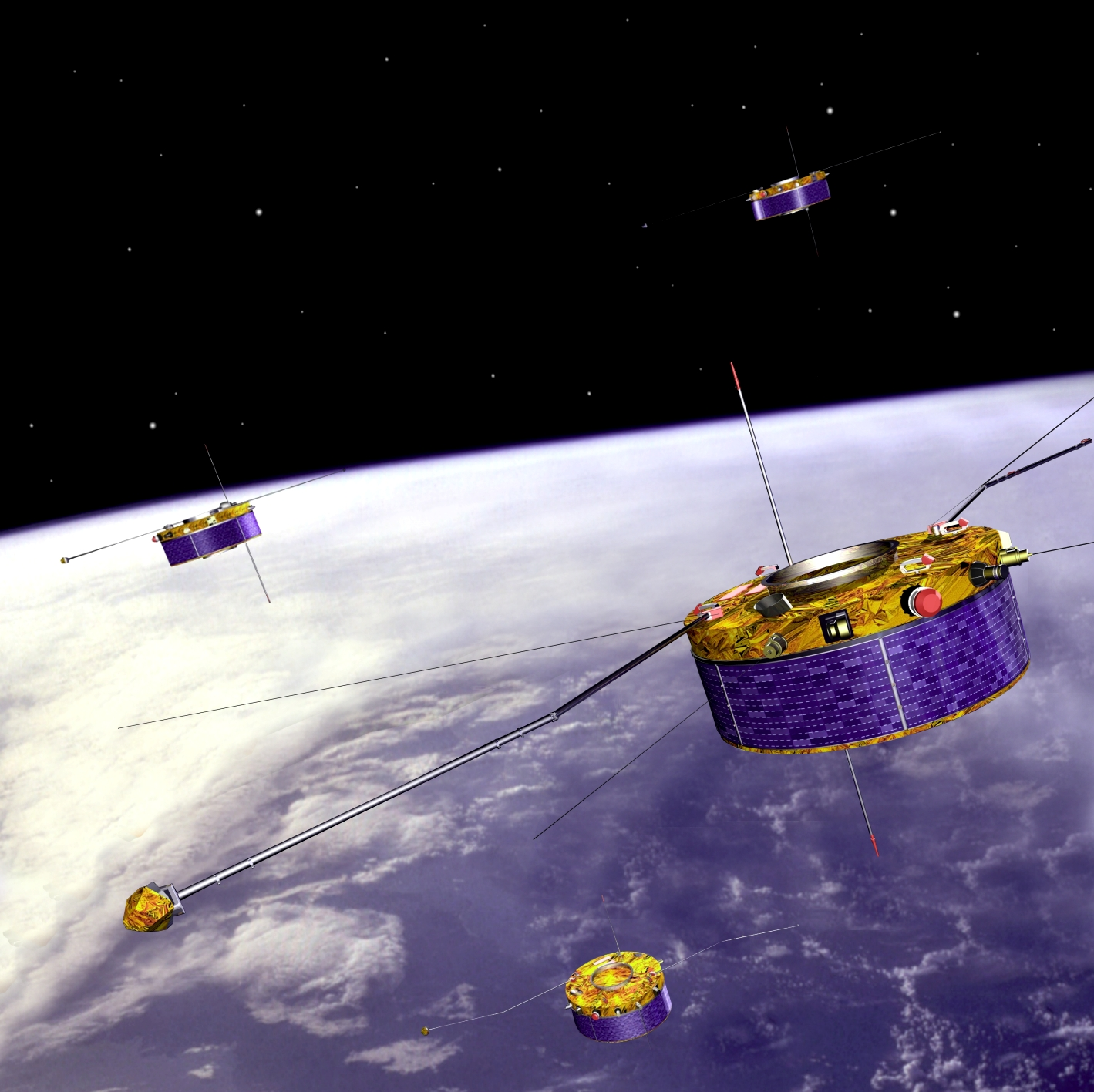
Vier Cluster-Satelliten (künstlerische Darstellung)

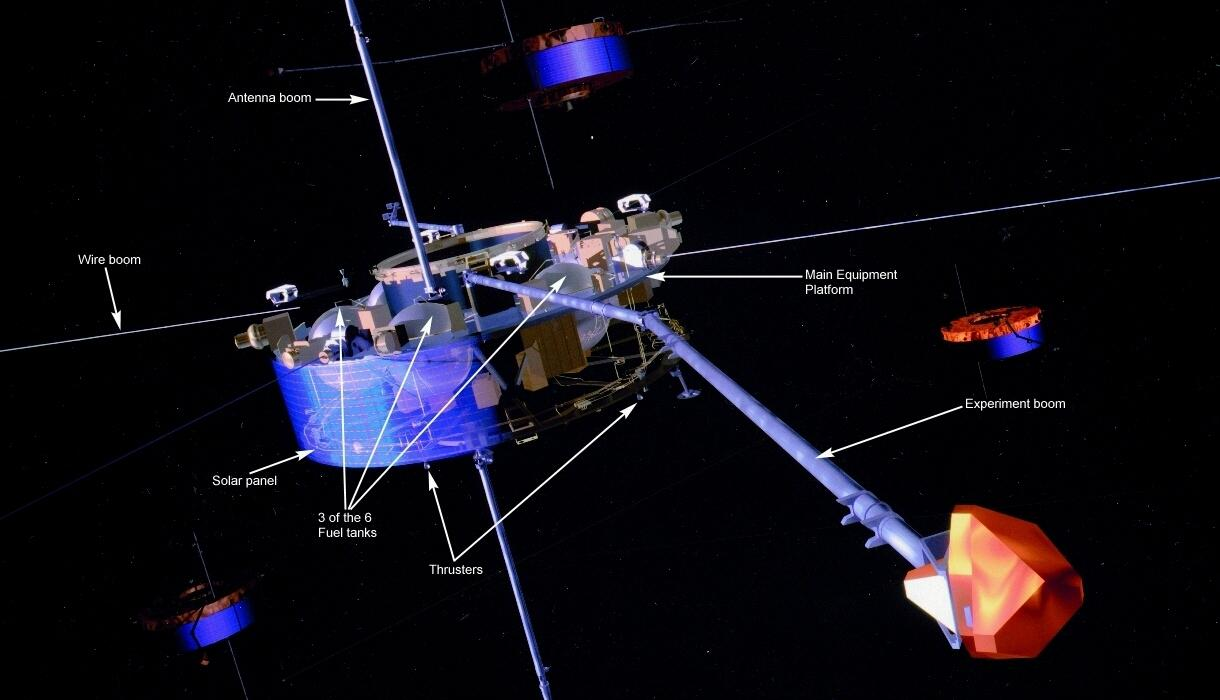
Zeichnung eines Cluster-Satelliten

Cluster ist ein Satellitenprojekt der ESA und NASA zur Erforschung der irdischen Magnetosphäre, des Erdmagnetfelds. Das Programm aus einer Gruppe von vier baugleichen Satelliten erlitt 1996 mit dem Fehlstart der ersten Ariane-5-Rakete einen Rückschlag, ist jedoch seit Sommer 2000 mit Reservesatelliten in Betrieb.

## Missionsübersicht – Vier Satelliten

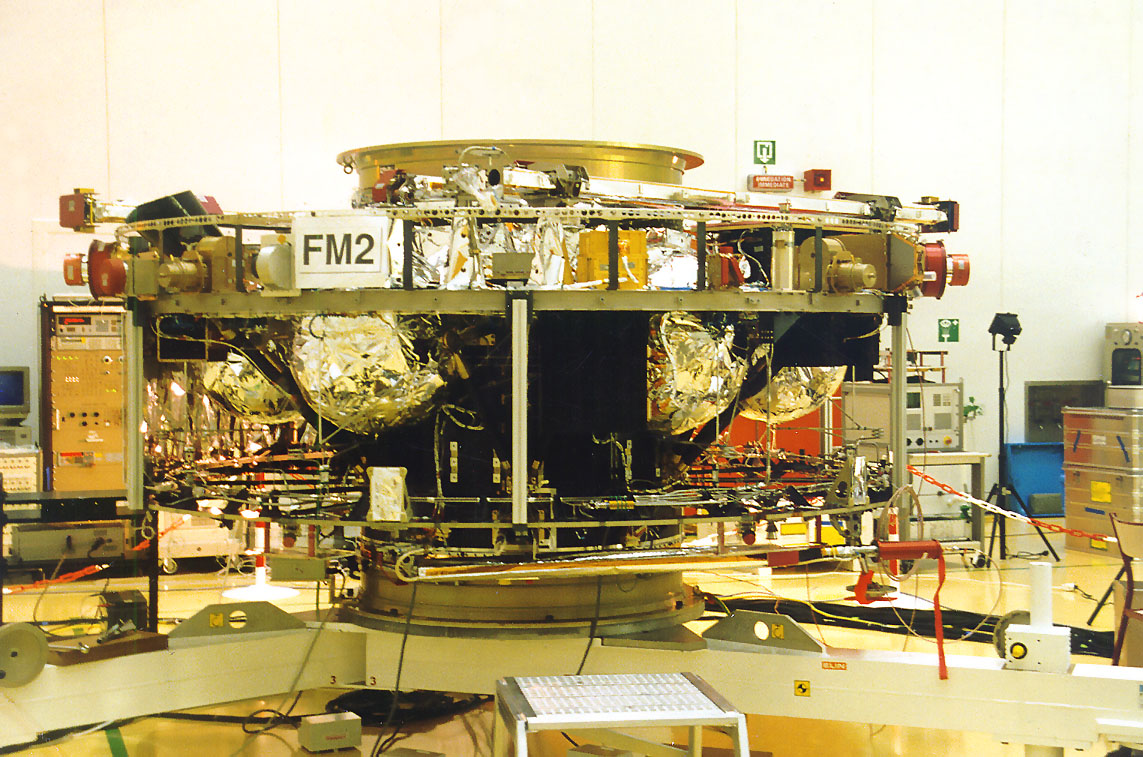
Cluster-Satellit während der Testphase

Vier Satelliten untersuchen im Verbund das Erdmagnetfeld, welches den Planeten gegen den Sonnenwind abschirmt. Die Satelliten erheben dreidimensionale Daten von Kollisionen des Sonnenwindes mit dem Erdmagnetfeld, den zeitlichen Verlauf und die daraus folgenden Wechselwirkungen im Weltraum. Letztere führen oft zu Polarlichtern, können aber auch kräftige Funkstörungen und sogar elektrische Ausfälle verursachen.
Deutsche Institute sind für zwei der jeweils elf Instrumente jedes Satelliten verantwortlich, bei zwei weiteren waren deutsche Wissenschaftler beteiligt. Eine spezielle Herausforderung der Mission sind – neben ausgefeilter Messtechnik – Modelle, um die Vorhersage für das sogenannte Weltraumwetter, also die Störungen durch Sonnenwind, zu verbessern.
Die Satelliten haben annähernd zylindrische Form (290 × 130 cm) und Spinstabilisierung im Inertialraum (15 Umdrehungen pro Minute). Ihre Solarzellen liefern für Betrieb und Funkverkehr eine elektrische Leistung von 224 Watt.
Den Satelliten wurden die SCID (Spacecraft ID) von 90h bis 93h für die aktiven Satelliten, 94h für das Reservegerät und 95h bis 96h für die Simulatoren durch das World Data Center for Satellite Information zugewiesen.

### Fehlstart 1996 und Namensgebung der Exemplare 2000
Beim Erstflug der Ariane 5 am 4. Juni 1996 sollten die vier Satelliten (vorläufige Namen FM1 bis FM4) gestartet werden, doch aufgrund eines Fehlers in der von Ariane 4 übernommenen Flug-Software kam die Rakete nach dem Start vom Kurs ab, begann auseinanderzubrechen und sprengte sich schließlich nach 36,7 Sekunden selbst.
Bis Anfang 2000 wurden vier weitere Exemplare FM5 bis FM8 gebaut. Dabei wurden ein Ersatzsatellit sowie mehrere Ersatzinstrumente der ursprünglichen Mission verwendet, um die Kosten in Grenzen zu halten. Aus Anlass des erfolgreichen Starts am 16. Juli 2000 wurden in Darmstadt am Europäischen Raumflugkontrollzentrum (ESOC) die Gewinner des Namenswettbewerbs der Cluster-Satelliten bekannt gegeben. Aus über 5.000 Einsendungen entschied man sich für den Vorschlag eines Engländers, der begeisterter Tänzer ist: Die vier Satelliten heißen künftig Rumba, Salsa, Samba und Tango.

### Starts im Juli und August 2000
Am 16. Juli 2000 wurden zwei der vier neuen Satelliten mit einer Sojus-Fregat-Rakete vom russischen Weltraumbahnhof Baikonur aus gestartet und erreichten 90 Minuten später eine vorläufige Umlaufbahn. 90 Minuten nach dem Start wurden die Triebwerke der Fregat-Stufe nochmals gezündet, um die Satelliten in einen Parkorbit von 240 × 18.000 km zu hieven. Etwas später meldete die ESA-Bodenstation Kiruna in Schweden das erfolgreiche Bahnmanöver und die Abkoppelung. Salsa und Samba erreichten während der nächsten Wochen mit ihrem eigenen Antrieb ihren endgültigen Orbit in Höhe von 19.000 bis 119.000 km bei 57 Stunden Umlaufzeit. Ursprünglich war ein fast gleichzeitiger Start mit dem deutschen Minisatelliten CHAMP (von Plessezk aus) geplant, doch verzögerte sich dieser um einen Tag.
Das zweite Cluster-Paar wurde etwa drei Wochen später am 9. August gestartet. Diesmal jedoch funktionierte nicht alles auf Anhieb: die dritte Stufe der Sojus-Fregat erbrachte zu wenig Leistung und setzte die Fregat-Oberstufe mit den Cluster-Satelliten in eine niedrigere Umlaufbahn als geplant. Doch die Fregat rettete die Mission – da sie mit überschüssigem Treibstoff gefüllt war, konnte sie die geplante Umlaufbahn erreichen und die Satelliten erfolgreich aussetzen.
Die vier Cluster-Satelliten können – je nach zu untersuchender Magnetfeld-Struktur – in unterschiedlichen Konstellationen arbeiten. Der Treibstoff für die Bahnmanöver macht über die Hälfte des Startgewichts der Sonden aus (je 650 von 1200 kg).

### Konstellation Ende 2003
Im Dezember 2003 bildeten die vier Clusters eine Tetraederförmige Struktur mit etwa 200 Kilometer gegenseitigem Abstand, der auf mehrere tausend Kilometer vergrößert werden kann. Die polaren Umlaufbahnen der vier Satelliten sind stark elliptisch (Höhen 19.000 bis 119.000 km). So können die Instrumente an Bord jedes Satelliten unterschiedlichste magnetische Effekte aus vielen Regionen des Erdmagnetfelds erfassen:
- Messungen geladener Teilchen
- Messung elektrischer und magnetischer Felder
- Wechselwirkungen zwischen den solaren Wolken hochenergetischer Partikel, der Erdatmosphäre und dem Magnetfeld.

Rumba, Salsa, Samba und Tango habe die in sie gesetzten Erwartungen weit übertroffen. Die Mission wurde mehrfach verlängert, zuletzt im März 2023 bis September 2024. Am 8. September 2024 trat der Satellit Salsa in die Erdatmosphäre ein und verglühte über dem Südpazifik. Die verbleibenden drei Satelliten werden weitere zwei Jahre betreut und beobachtet und sollen bis September 2026 per kontrolliertem Wiedereintritt in die Atmosphäre entsorgt werden.

## Chinesischer „Double Star“ 2003
Zwei chinesische Double-Star-Forschungssatelliten kooperierten mit Cluster: Das Projekt ging aus einer Kooperation von ESA und der Volksrepublik China hervor. Die beiden baugleichen Satelliten TC-1 und TC-2 haben eine Masse von 330 kg und sind die ersten chinesischen Magnetosphären-Satelliten. Sie wurden in China konstruiert, gebaut und wurden mit jeweils acht Messinstrumenten chinesischer und europäischer Provenienz ausgestattet. Der Start erfolgte am 27. Dezember 2003 und am 25. Juli 2004  mit Trägerraketen vom Typ Langer Marsch 2C, die Messungen sollten 12 bis 18 Monate dauern, wurden aber bis 2007 verlängert.
Der europäische Beitrag waren acht Instrumente, wovon sieben Pendants von Cluster sind (Reserveinstrumente bzw. kostengünstige Duplikate). Außer dem ökonomischen Vorteil sind gleichartige Instrumente auf mehreren Satelliten auch technisch und wissenschaftlich interessant: sie erlauben Rückschlüsse auf die Funktion und geben ein mehrdimensionales Bild des unseren Planeten umgebenden Magnetfelds.
Im Gegensatz zu den relativ hoch fliegenden Cluster-Satelliten war das Double-Star-Duo der China National Space Administration (CNSA) auf ihren elliptischen Umlaufbahnen der Erde bis auf 550 beziehungsweise 700 Kilometer nahe. TC-1 befand sich auf einer relativ äquatorialen Umlaufbahn um 28,5 Grad gegenüber dem Äquator geneigt, TC-2 kreist auf einem polaren Orbit um die Erde.